# Porthidium
Genre
Porthidium est un genre de serpents de la famille des Viperidae. 

## Répartition
Les huit espèces de ce genre se rencontrent en Amérique centrale ainsi que dans le nord de l'Amérique du Sud.

## Description
Ce sont des serpents venimeux.

## Liste des espèces
Selon The Reptile Database (19 sept. 2011) :
- Porthidium arcosae Schätti & Kramer, 1993
- Porthidium dunni (Hartweg & Oliver, 1938)
- Porthidium hespere (Campbell, 1976)
- Porthidium lansbergii (Schlegel, 1841)
- Porthidium nasutum (Bocourt, 1868)
- Porthidium ophryomegas (Bocourt, 1868)
- Porthidium porrasi Lamar, 2003
- Porthidium volcanicum Solorzano, 1995
- Porthidium yucatanicum (Smith, 1941)

## Publication originale
- Cope, 1871 : Ninth Contribution to the Herpetology of Tropical America. Proceedings of the Academy of Natural Sciences of Philadelphia, vol. 23, n. 2, p. 200-224 (texte intégral).